# لوك بوندي
لوك بوندي (بالإنجليزية: Luc Bondy)‏ (و. 1948 – 2015 م) هو مخرج أفلام، وكاتب سيناريو، ومشرف، وواضع كلمات الأوبرا، وكاتب، ومخرج، وممثل أفلام، ومخرج مسرحي سويسري، ولد في زيورخ، توفي في زيورخ، عن عمر يناهز 67 عاماً، بسبب ذات الرئة.

## جوائز
حصل على جوائز منها:
- النيشان الذهبي للخدمات المقدمة لمدينة فيينا ‏ (2013)
- جائزة نستروي [الإنجليزية]‏ (2013)
- Deutscher Kritikerpreis [الإنجليزية]‏ (1983)
- نيشان جوقة الشرف من رتبة ضابط.[18]

## وصلات خارجية
- لوك بوندي على موقع IMDb (الإنجليزية)
- لوك بوندي على موقع مونزينجر (الألمانية)
- لوك بوندي على موقع ألو سيني (الفرنسية)
- لوك بوندي على موقع أول موفي (الإنجليزية)
- لوك بوندي على موقع قاعدة بيانات الأفلام السويدية (السويدية)
- لوك بوندي على موقع ديسكوغز (الإنجليزية)
- لوك بوندي على موقع قاعدة بيانات الفيلم (الإنجليزية)
- لوك بوندي على موقع كينوبويسك (الروسية)